# パメラ・ジェリモ
パメラ・ジェリモ（Pamela Jelimo、1989年12月5日 - ）は、ケニアの陸上競技選手。2008年北京オリンピックの金メダリストである。リフトバレー州ナンディ県キプタモク出身。

## 経歴
ジェリモは、13歳となった2003年から陸上をはじめる。当時は短距離選手で、2005年には400mと400mハードルの高校チャンピオンとなる。2007年には、ケニア選手権の400mで5位となっており、同年にはアフリカジュニア陸上選手権の200mと400mにも出場。400mでは金メダルを獲得し、200mでも24秒68のケニアジュニア記録を更新した。
その後、コーチの勧めで800mへ転向。2008年4月19日に初めて800mのレースに出場したと言われており、このときのタイムは2分01秒02であった。ジェリモの名を知らしめることとなる同年5月のアフリカ陸上選手権では1分58秒70のケニアジュニア新記録で優勝。さらに同月25日のオランダのヘンゲロのグランプリでは、それまで中国の王媛が1993年に樹立した記録（1分57秒18）を1秒44も更新する、1分55秒76の世界ジュニア新記録で勝利。また同時に、前年に、ジェネス・ジェプコスゲイが出したケニア記録（1分56秒04）をも更新した。
6月1日にはベルリンのグランプリで、1分54秒99とさらに記録を更新。この記録は、1994年にモザンビークのマリア・ムトラが出したアフリカ記録（1分55秒19）を更新するものであった。翌月の7月18日のパリのグランプリ・ミーティング・ギャズ・ドゥ・フランスでは、1分54秒97とさらに記録を更新。
8月には北京オリンピックに出場。18日の決勝では1分54秒87とさらにベスト記録を更新し優勝。ケニアの女性選手として初めてのオリンピック金メダリストとなる。
オリンピック直後の8月29日、チューリヒで行われたグランプリ・ヴェルトクラッセチューリッヒでは、1980年代に出され、20年以上近づく者さえいないチェコスロバキアのヤルミラ・クラトフビロバとソ連のナデジダ・オリザレンコが持っている1分53秒台に迫る、1分54秒01の大記録を樹立した。
9月5日にはブリュッセルで行われたゴールデンリーグ最終戦のメモリアルヴァンダムで1分55秒16で勝利。ゴールデンリーグ6戦全勝を果たす。この年の対象種目のうち全勝者はジェリモ1人だったため、ジャックポット賞金の100万ドルを独り占めした。

## 自己ベスト
- 400m - 52秒14 (2012年)
- 800m - 1分54秒01 (2008年)

## 主な実績
| 年   | 大会               | 場所                       | 種目         | 結果 | 記録      |
| ---- | ------------------ | -------------------------- | ------------ | ---- | --------- |
| 2008 | アフリカ陸上選手権 | アディスアベバ(エチオピア) | 800m         | 1位  | 1分58秒70 |
| 2008 | アフリカ陸上選手権 | アディスアベバ(エチオピア) | 4×400mリレー | 2位  | 3分37秒67 |
| 2008 | オリンピック       | 北京(中国)                 | 800m         | 1位  | 1分54秒87 |
| 2012 | オリンピック       | ロンドン(イギリス)         | 800m         | 3位  | 1分57秒59 |